# Muscovit
Muscovit hay mica trắng (hay Isinglass, mica kali) là một khoáng vật silicat lớp của nhôm và kali có công thức KAl2(AlSi3O10)(F,OH)2, hoặc (KF)2(Al2O3)3(SiO2)6(H2O). Là khoáng vật có tính chất cát khai rất hoàn toàn theo mặt các tấm mỏng.  Tấm muscovit kích thước 5 mx3m được tìm thấy ở Nellore, Ấn Độ.
Muscovit có độ cứnng  2–2,25 theo phương song song với mặt [001], 4 theo phương vuông góc với mặt [001] theo thang độ cứng Mohs và tỷ trọng riêng là 2,76–3. Muscovit có thể là không màu hoặc xám, nâu, lục, vàng, hoặc hiếm khi có màu hồng hoặc đỏ, từ trong suốt đến mờ. Dạng màu lục giàu crôm được gọi là fuchsit.
Muscovit là mica phổ biến được tìm thấy trong đá granit, pegmatit, gơnai, và diệp thạch, và trong đá biến chất tiếp xúc hoặc là khoáng vật thứ sinh tạo thành từ sự thay thế của topa, fenspat, kyanit... Muscovit trong pegmatit thường ở dạng tấm lớn có giá trị thương mại. Muscovit là nguyên liệu trong sản xuất vật liệu chịu lửa và vật liệu cách ly và trong chất bôi trơn.
Tên muscovit xuất phát từ thủy tinh Muscovy, trước đây được người Nga sử dụng để chỉ khoáng vật được sử dụng trong cửa sổ. Là khoáng vật không đẳng hướng và khúc xạ kép cao. Nó thuộc hệ tinh thể đơn tà.